# André Rousseau

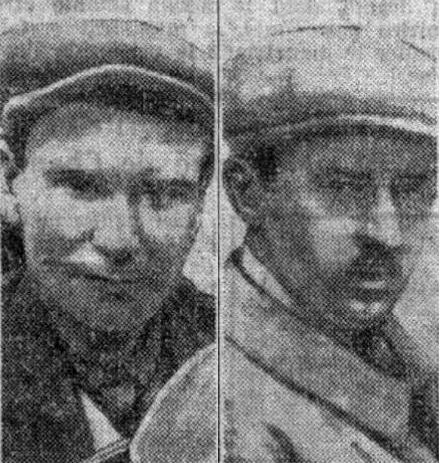
André Rousseau (rechts) beim 24-Stunden-Rennen von Le Mans 1927

Roland André Francçois Auguste Rousseau (* 8. April 1898 in Paris; † 2. Oktober 1964 in Marseille) war ein französischer Autorennfahrer.

## Karriere
André Rousseau war in den 1920er- und 1930er-Jahren viermal erfolgreich beim 24-Stunden-Rennen von Le Mans am Start. Alle vier Einsätze endeten mit einem Klassensieg. 1926 war er Partner von Georges Casse und beendete das Rennen als Gesamtneunter und Sieger der Rennklasse bis 1,1-Liter-Hubraum.
1927 wurde er gemeinsam mit Casse Gesamtdritter und gewann den 3. Biennial Cup. Weitere Klassensiege folgten 1928 und 1933.

## Statistik

### Le-Mans-Ergebnisse
| Jahr | Team                         | Fahrzeug                    | Teamkollege   | Platzierung            | Ausfallgrund |
| ---- | ---------------------------- | --------------------------- | ------------- | ---------------------- | ------------ |
| 1926 | Société des Moteurs Salmson  | Salmson GS                  | Georges Casse | Rang 9 und Klassensieg |              |
| 1927 | Émile Salmson et Cie         | Salmson GS                  | Georges Casse | Rang 3 und Klassensieg |              |
| 1928 | ÉSociété des Moteurs Salmson | Salmson GS                  | Georges Casse | Rang 10                |              |
| 1933 | André Rousseau               | Alfa Romeo 6C 1750 GS Coupe | François Paco | Rang 8 und Klassensieg |              |